# Nymphicula patnalis
Nymphicula patnalis là một loài bướm đêm trong họ Crambidae.